# Araçarí becclar
L'araçarí becclar (Pteroglossus erythropygius) és una espècie d'ocell de la família dels ramfàstids (Ramphastidae) que habita la selva humida de les terres baixes de l'oest de l'Equador.